# Ulsan (lớp khinh hạm)
Tàu hộ vệ lớp Ulsan (tiếng Hàn: 울산급 호위함; Hanja: 蔚山級護衛艦) là một lớp tàu hộ vệ được sử dụng bởi Hải quân Hàn Quốc, lớp tàu này là phần bổ sung cao cấp cho kế hoạch xây dựng hải quân trong nước theo Dự án Yulgok lần thứ nhất (1974–1986) dành cho Quân đội Hàn Quốc.

## Thiết kế
Lớp Ulsan là tàu hộ vệ hạng nhẹ được chế tạo bởi Hyundai Heavy Industries và Daewoo Shipbuilding & Marine Engineering. Tàu có chiều dài 103,7 m (340 ft 3 in); vận tốc tối đa 35 hải lý/giờ (65 km/h; 40 dặm/h); tầm hoạt động 8.000 hải lý (15.000 km; 9.200 dặm) khi di chuyển với vận tốc 16 hải lý/giờ (30 km/h; 18 dặm/h).

## Danh sách tàu trong lớpUlsan
| Tên tàu        | Số hiệu      | Nhà máy đóng tàu                         | Hạ thủy              | Bàn giao             | Biên chế             | Loại biên            | Bên vận hành      | Tình trạng |
| Lô tàu đợt I   | Lô tàu đợt I | Lô tàu đợt I                             | Lô tàu đợt I         | Lô tàu đợt I         | Lô tàu đợt I         | Lô tàu đợt I         | Lô tàu đợt I      | Lô tàu đợt I |
| -------------- | ------------ | ---------------------------------------- | -------------------- | -------------------- | -------------------- | -------------------- | ----------------- | --- |
| ROKS Ulsan     | FF-951       | Hyundai Heavy Industries                 | 8 tháng 4 năm 1980   | 30 tháng 12 năm 1980 | 1 tháng 1 năm 1981   | 30 tháng 12 năm 2014 | Hải quân Hàn Quốc | Loại khỏi biên chế. Sử dụng làm tàu bảo tàng ở Ulsan.                                                                                  |
| ROKS Seoul     | FF-952       | Hyundai Heavy Industries                 | 24 tháng 4 năm 1984  | 15 tháng 12 năm 1984 | 18 tháng 12 năm 1984 | 31 tháng 12 năm 2015 | Hải quân Hàn Quốc | Loại khỏi biên chế. Sử dụng làm tàu bảo tàng ở Seoul.                                                                                  |
| ROKS Chungnam  | FF-953       | Korea Shipbuilding Corporation           | 14 tháng 9 năm 1984  | 30 tháng 6 năm 1985  | 1 tháng 7 năm 1985   | 27 tháng 12 năm 2017 | Hải quân Hàn Quốc | Sử dụng bởi Nhóm huấn luyện Chiến đấu Hải quân số 8 làm tàu dự bị và tàu huấn luyện. Đã chào hàng nhưng bị Hải quân Argentina từ chối. |
| ROKS Masan     | FF-955       | Nhà máy đóng tàu Tacoma Hàn Quốc         | 26 tháng 10 năm 1984 | 30 tháng 7 năm 1985  | 7 tháng 8 năm 1985   | 24 tháng 12 năm 2019 | Hải quân Hàn Quốc | Sử dụng làm tàu bảo tàng ở đảo Gangwha.                                                                                                |
| Lô tàu đợt II  |              |                                          |                      |                      |                      |                      |                   | |
| ROKS Gyeongbuk | FF-956       | Daewoo Shipbuilding                      | 23 tháng 1 năm 1986  |                      | 1 tháng 8 năm 1986   | 24 tháng 12 năm 2019 | Hải quân Hàn Quốc | Sử dụng bởi Nhóm huấn luyện Chiến đấu Hải quân số 8 làm tàu dự bị và tàu huấn luyện.                                                   |
| Lô tàu đợt III |              |                                          |                      |                      |                      |                      |                   | |
| ROKS Jeonnam   | FF-957       | Hyundai Heavy Industries                 | 19 tháng 4 năm 1988  |                      | 26 tháng 10 năm 1989 | 30 tháng 12 năm 2022 | Hải quân Hàn Quốc | Loại khỏi biên chế, được đưa vào dự trữ làm tàu huấn luyện hoặc bán/tặng cho nước ngoài.                                               |
| ROKS Jeju      | FF-958       | Daewoo Shipbuilding & Marine Engineering | 3 tháng 5 năm 1988   |                      | 2 tháng 12 năm 1989  | 30 tháng 12 năm 2022 | Hải quân Hàn Quốc | Loại khỏi biên chế, được đưa vào dự trữ làm tàu huấn luyện hoặc bán/tặng cho nước ngoài.                                               |
| ROKS Busan     | FF-959       | Hyundai Heavy Industries                 | 20 tháng 2 năm 1992  |                      | 2 tháng 11 năm 1992  |                      | Hải quân Hàn Quốc | Đang hoạt động |
| ROKS Cheongju  | FF-961       | Daewoo Shipbuilding & Marine Engineering | 20 tháng 3 năm 1992  |                      | 2 tháng 12 năm 1992  |                      | Hải quân Hàn Quốc | Đang hoạt động |

## Biến thể dành cho nước ngoài

### Hải quân Bangladesh

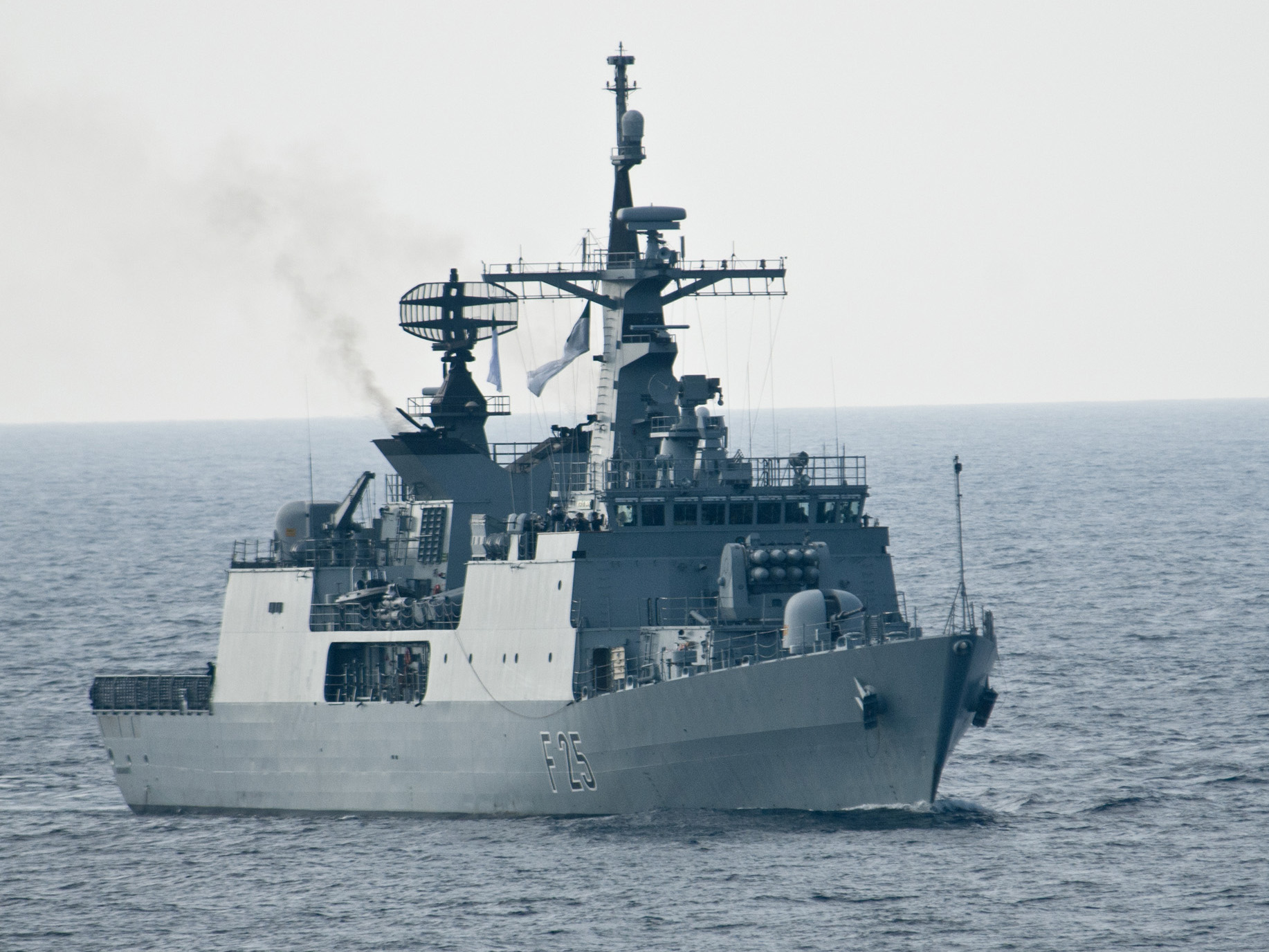
BNS Bangabandhu

Tháng 6 năm 2001, Hải quân Bangladesh đưa vào sử dụng một khinh hạm mang tên BNS Bangabandhu dựa trên tàu hộ vệ lớp Ulsan nhưng thiết kế đã được sửa đổi rất nhiều. Đây là con tàu hiện đại nhất trong hạm đội hải quân nước này.